# 대한민국 제21대 대통령 선거 대전광역시
이 문서는 대한민국 제21대 대통령 선거의 대전광역시 지역 개표 결과이다.

## 개표 결과

### 동구
|  | 48.23% |

|  | 42.20% |

|  | 8.50% |

|  | 0.89% |

|  | 0.15% |

### 중구
|  | 47.26% |

|  | 43.41% |

|  | 8.24% |

|  | 0.94% |

|  | 0.12% |

### 서구
|  | 48.30% |

|  | 40.55% |

|  | 9.98% |

|  | 1.06% |

|  | 0.10% |

### 유성구
|  | 49.51% |

|  | 37.49% |

|  | 11.77% |

|  | 1.12% |

|  | 0.09% |

### 대덕구
|  | 48.84% |

|  | 41.60% |

|  | 8.46% |

|  | 0.95% |

|  | 0.13% |

## 전체 결과
|  | 48.50% |

|  | 40.58% |

|  | 9.76% |

|  | 1.02% |

|  | 0.11% |

더불어민주당 이재명 후보가 48.50%의 득표율을 기록하면서 대전광역시에서 승리했다. 이재명 후보는 지난 대선 당시에는 대전에서 윤석열 후보에게 패배했지만 이번 대선에서는 김문수 후보에 약 8%의 격차로 승리하면서 대전광역시 탈환에 성공했다.
국민의힘 김문수 후보는 40.58%의 득표율로 2위를 차지했다. 김문수 후보는 지난 대선에서 윤석열 후보가 거두었던 득표율에 비해 9% 가량 낮은 득표율을 기록하면서 대전광역시를 내주게 되었다.
개혁신당 이준석 후보는 9.76%의 득표율로 3위를 차지했다. 이준석 후보는 대전광역시에서 전국 득표율 대비 상대적으로 높은 득표율을 기록하면서 대전광역시에서 선전했다.

### 주요 후보 결과
| 지역   | 이재명  | 이재명 | 김문수  | 김문수 | 이준석 | 이준석 |
| 지역   | 득표수  | 득표율 | 득표수  | 득표율 | 득표수 | 득표율 |
| ------ | ------- | ------ | ------- | ------ | ------ | ------ |
| 동구   | 70,915  | 48.23% | 62,048  | 42.20% | 12,499 | 8.50%  |
| 중구   | 71,677  | 47.26% | 65,844  | 43.41% | 12,510 | 8.24%  |
| 서구   | 148,720 | 48.30% | 124,865 | 40.55% | 30,731 | 9.98%  |
| 유성구 | 123,402 | 49.51% | 93,434  | 37.49% | 29,350 | 11.77% |
| 대덕구 | 55,607  | 48.84% | 47,358  | 41.60% | 9,634  | 8.46%  |

더불어민주당 이재명 후보가 대전광역시 내 5개의 자치구에서 모두 승리를 거두었다. 특히 지난 대선에서 이재명 후보는 윤석열 후보에게 대전광역시 내 전 지역에서 패배했었는데 이번에는 반대로 모든 지역을 탈환하는데 성공했다. 
국민의힘 김문수 후보는 전 자치구에서 2위를 차지했다. 김문수 후보는 다른 4개의 지역에서는 40%를 넘는 지지율을 보였지만 유성구에서는 37%대의 득표율에 머무르면서 저조한 성과를 얻었다.
개혁신당 이준석 후보는 전 지역에서 전국 득표율 이상의 결과를 얻으면서 선전했다. 특히 유성구에서는 11.77%의 득표율을 기록하면서 두 자릿 수 득표율을 올리기도 했다.

## 같이 보기
- 대한민국 제21대 대통령 선거